# Reva Holsey
Reva Holsey (* 10. Juli 1911 in München; †  1987) war eine deutsche Schauspielerin, Regisseurin, Hörspiel- und Synchronsprecherin.

## Leben
Reva Holsey wurde als Emma Reva Holzhey in München geboren, wo sie die Theaterschule von Hans Schlenck besuchte. Ihr Debüt gab sie am Uniontheater München.
In den Jahren von 1933 bis 1936 spielte sie in mehreren Filmen mit, widmete sich aber danach fast ausschließlich dem Theater, wo sie auch mehrmals Regie führte. Zusätzlich übernahm sie mehrere Synchronarbeiten für Spielfilme und Sprechrollen in Hörspielen.
Im August 1942 versteckte Reva einen Koffer für die Widerstandsgruppe der Roten Kapelle, den Libertas Schulze-Boysen ihr gegeben hatte, weil die Nazis deren Mitglieder beschattete.  Reva bewahrte den Koffer in ihrer Wohnung in der Hölderlinstraße 8 in Berlin auf.
Sie war verheiratet mit dem Schauspieler, Regisseur und Intendanten Oscar Ingenohl (1887–1966) und nannte sich im privaten Leben Emma Ingenohl.

## Filmografie
- 1933: Kleines Mädel – großes Glück
- 1934: Die Sonne geht auf
- 1934: Eine Siebzehnjährige
- 1934: Die Spork’schen Jäger

## Theater

### Regie
- 1948: Georg Kaiser: Das Floß der Medusa (Hebbel-Theater Berlin)
- 1950: Marcel Pagnol: Madame Aurélie (Hebbel-Theater Berlin)
- 1956: Tennessee Williams: Missisippi-Melodie (Tribüne Berlin)
- 1958: Gerd Prager nach Hanns Maria Lux: Der Bund der Haifische (Theater der Freundschaft Berlin)

### Schauspielerin
- 1945: Bertolt Brecht/Kurt Weill: Die Dreigroschenoper – Regie: Karlheinz Martin (Hebbel-Theater Berlin)
- 1948: Tennessee Williams: Die Glasmenagerie (Tochter) – Regie: Fritz Wendhausen (Hebbel-Theater Berlin)
- 1949: Anton Tschechow: Die Möwe (Nina) – Regie: Willi Schmidt (Deutsches Theater Berlin – Kammerspiele)
- 1949: Günther Weisenborn: Ballade vom Eulenspiegel, vom Federle und von der dicken Pompanne, auf dem Theater dargestellt mit Prolog und Chören und nach alten Schwänken (Federle) – Regie: Franz Reichert (Hebbel-Theater Berlin)
- 1949: Jean Giraudoux: Undine (Undine) – Regie: Karl-Heinz Stroux (Hebbel-Theater Berlin)
- 1956: Tennessee Williams: Missisippi-Melodie (Geisteskranke) – Regie: Reva Holsey (Tribüne Berlin)

## Hörspiele
- 1946: Ludwig Thoma: Heilige Nacht – Regie: Hanns Korngiebel (Hörspiel – RIAS Berlin)
- 1946: Max Mell: Das Apostelspiel (Magdalen) – Regie: Hanns Korngiebel (Hörspiel – RIAS Berlin)
- 1947: Anton Tschechow: Der Bär – Regie: Hanns Korngiebel  (Hörspiel – RIAS Berlin)
- 1947: Anton Hamik: Der verkaufte Großvater (Eva) – Regie: Hanns Korngiebel  (Mundarthörspiel – RIAS Berlin)
- 1947: Erich Kästner: Ringelspiel 1947 (Halbwüchsige) – Regie: Hanns Korngiebel  (Kurzhörspiel – RIAS Berlin)
- 1947: Brüder Grimm: Aschenputtel  – Regie: Hanns Korngiebel  (Kinderhörspiel – RIAS Berlin)
- 1948: Oskar Wessel: Hiroshima (Michiko-San) – Regie: Otto Kurth (Kurzhörspiel – RIAS Berlin)
- 1948: James Hilton: Wir sind nicht allein (Leni) – Regie: Otto Kurth  (Hörspiel – RIAS Berlin)
- 1948: Ferenc Molnár: Die Fee (Lu) – Regie: Otto Kurth  (Hörspiel – RIAS Berlin)
- 1948: Klabund: Die Liebe auf dem Lande (Arina) – Regie: Hanns Korngiebel (Hörspiel – RIAS Berlin)
- 1949: Norman Corwin: Ann Rutledge (Ann Rutledge) – Regie: Boleslaw Barlog  (Hörspiel – NWDR)

## Synchronisationen
| Film                | Jahr | Rolle           | Darsteller   |
| ------------------- | ---- | --------------- | ------------ |
| Fräulein Frechdachs | 1941 | Scampolo        | Lilia Silvi  |
| Vorbestraft         | 1941 | Anna Alessandri | Laura Solari |